# Claudino Castro
Claudino Caiado de Castro (Goiânia, 1926 – 2003) è stato un pallanuotista brasiliano.
È stato membro del Brasile che ha partecipato ai Giochi di Helsinki 1952, nel torneo di pallanuoto, classificandosi al nono posto.
Nel 1951, ha vinto 1 argento nella pallanuoto ai I Giochi panamericani